# Valentin Ludwig von Bandemer
Valentin Ludwig von Bandemer (* 1726 in Pommern; † nach 1787) war preußischer Oberst und Kommandeur eines Grenadierbataillons. 

## Leben

### Herkunft
Valentin Ludwig war Angehöriger des pommerschen Adelsgeschlechts von Bandemer. Sein Vater Friedrich Ernst von Bandemer († vor 1749) war seit 1722 Erbherr auf Sorchow im Kreis Stolp.

### Werdegang
Bandemer wurde 1742 an der Kadettenanstalt Berlin aufgenommen, wurde 1746 zum Fähnrich befördert und war 1749 Junker im Infanterieregiment (Nr. 10). Er avancierte 1751 zum Sekonde- und 1756 zum Premierleutnant. Bandemer stieg 1758 weiter auf zum Stabskapitän und 1762 zum wirklichen Kapitän. Als er 1775 zum Major avancierte erhielt er gleichzeitig das Kommando über ein Grenadierbataillon, welches aus je zwei Grenadierkompanien der Regimenter Nr. 9 und Nr. 10 zusammengesetzt war. Auch im Bayerischen Erbfolgekrieg agierte er als Chef dieser Grenadiere. Bandemer wurde 1784 zum Oberstleutnant und 1787 zum Oberst befördert.

### Familie
Bandemer vermählte sich mit Anna Sophia von Vitzthum, Tochter eines hannoverschen Majors. Aus der Ehe ging eine Tochter hervor.